# Tanztheater Wuppertal

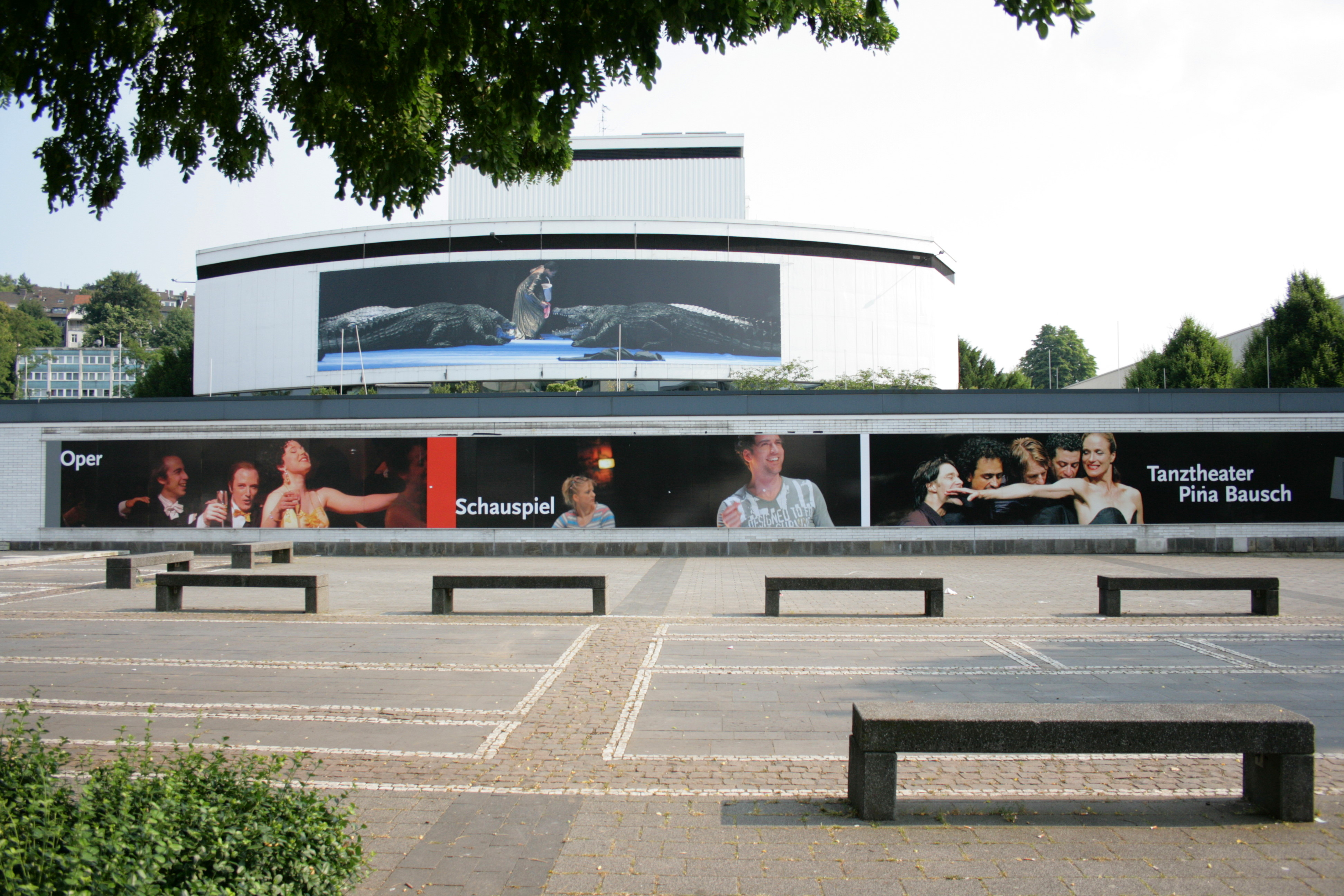
Edifici del Teatre de Wuppertal

El Teatre de Wuppertal, en alemany el Tanztheater Wuppertal, és una companyia de dansa-teatre creada per Pina Bausch l'any 1973 i que té residència a un edifici a Wuppertal (Alemanya) que pren el seu mateix nom. La ciutat de Wuppertal és la que paga el Tanztheater. Treballa el territori fronterer entre la dansa i el teatre, sent la seva influència enorme arreu del món, tant en una com en l'altre.
Actualment està dirigida per Lutz Förster, col·laborador proper de Pina Bausch i professor a la Folkwang University of the Arts d'Essen. L'any 2011 comptava amb un repertori de 42 peces originals i estava formada per 29 ballarins de diferents nacionalitats i una quinzena d'altres treballadors.

## Història
Aquesta companyia va ser creada per Pina Bausch, que la va dirigir fins a la seva mort, el 2009. Ella havia estat formada en dansa contemporània, en el corrent alemany de dansa expressionista, amb Kurt Jooss a la seva escola d'Essen. En Kurt Jooss té coreografies molt populars, algunes d'elles encara en cartell, i es caracteritzava per la seva mirada satírica i pel fet que els seus ballarins anaven vestits de carrer i utilitzaven objectes reals. Pina Bausch també s'havia dedicat a dirigir els moviments dels actors a peces de teatre. Més tard, es formà als Estats Units amb Paul Taylor, un alumne de Martha Graham.

## Estil

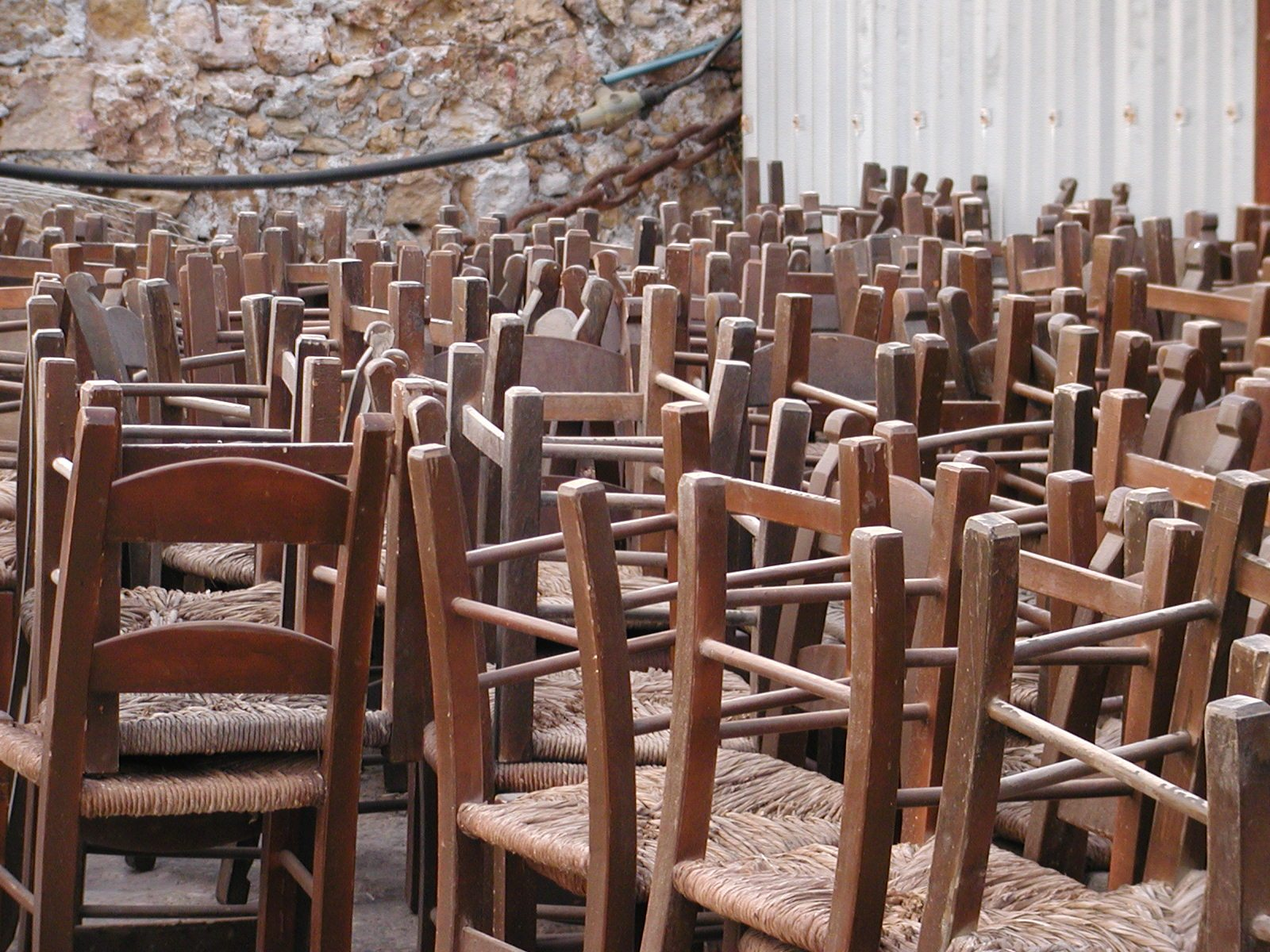
A Cafè Müller l'escenari està ple de taules i de cadires com aquestes

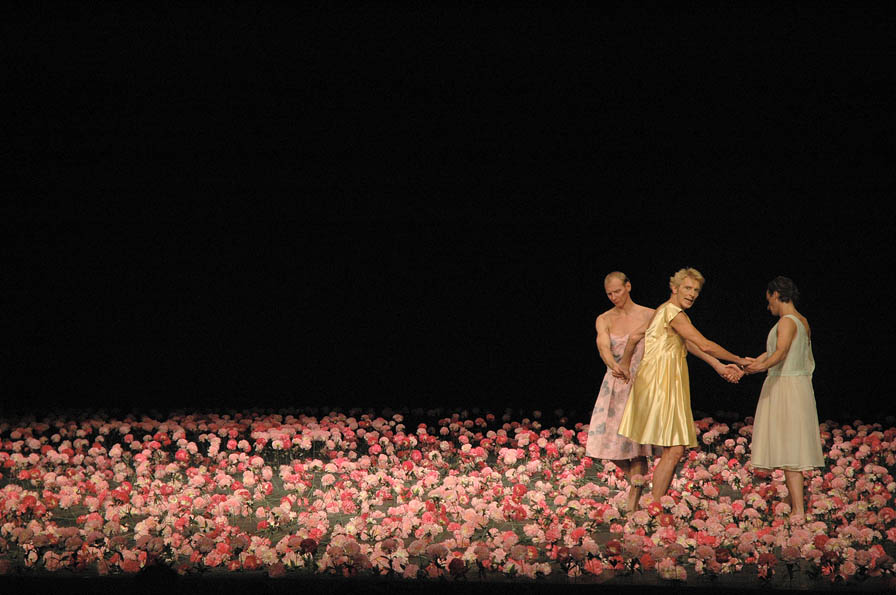
Escena de Cravos (2001) a la qual es pot veure el terra cobert de flors i homes amb vestits de dona que podrien recordar els dels anys 50

La companyia mescla el teatre i la dansa, "fent-los evolucionar a un únic gènere" i donant-lo a conèixer: la dansa-teatre. cal tenir en compte que als anys 70 la fusió de les diferents arts escèniques encara s'estava desenvolupant i no era tan familiar com en l'actualitat. Els actors-ballarins han de dominar la tècnica del ballet, però no només ballen sinó que tenen text dramtàtic parlat, riuen, ploren i de vegades poden cantar. Els moviments responen a les seves motivacions i psicologia. S'inclouen accions físiques, sovint repetides múltiples vegades amb fi d'aconseguir diversos efectes.
Les trames són molt reals i concretes, realistes i quotidianes; relatives a coses experimentades tant personal com físicament. Una de les característiques de la Tanztheater Wuppertal és que els seus components són ballarins de tot el món i li agrada incorporar influències de diferents cultures. El tema principal final però, és tan universal com la necessitat d'amor, ironitzant sobre el comportament humà, especialment en les relacions home-dona, i els estereotips.
Utilitza un llenguatge poètic, que sovint pot esdevenir també còmic o absurd. Moltes vegades l'estètica és la dels anys 50. Alguns elements típics són les músiques d'origen popular, el terra cobert d'elements naturals (herba, flors, aigua...), animals reals en escena, passarel·les, homes vestits de dona, o abraçades que acaben en rebuig.

## Coreografies

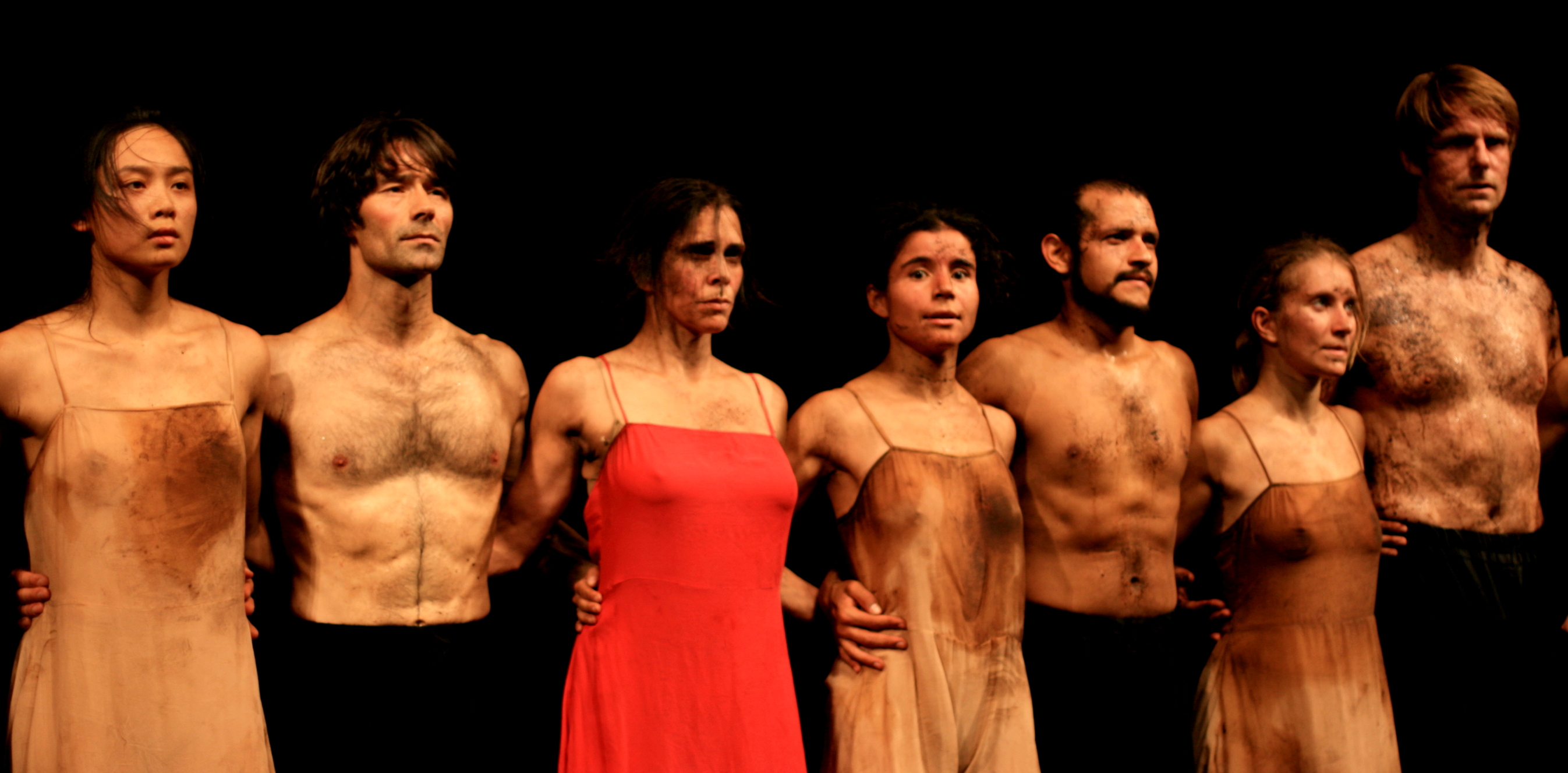
Le Sacre du Printemps (1975), inspirat en la obra homònima de Vaslav Nijinski

La companyia compta amb més de quaranta obres de producció pròpia, algunes de les més rellevants de la seva primera època són Els set pecats capitals (1976), Renata emigra (1977), Cafè Müller (1978), 1980 (1984) i Gebirge (1985). A partir de la segona meitat del 80 i durants els 90 els seus treballs estan inspirats en ciutats, per exemple Viktor (1986) sobre Roma, Palermo (1989), Madrid (1992) i Masurca fogo (1998) sobre Lisboa.